# 663. grenadirski polk (Wehrmacht)
663. grenadirski polk (izvirno nemško 663. Grenadier-Regiment; kratica 663. GR) je bil pehotni polk Heera v času druge svetovne vojne.

## Zgodovina
Polk je bil ustanovljen 1. aprila 1945 na Slovaškem in dodeljen 182. pehotni diviziji.